# UK Hardcore
Uk Hardcore (a nu se confunda cu Happy Hardcore și Hardcore este un gen de muzică evoluat din Happy Hardcore și Rave care și-a făcut apariția la sfârșitul anilor 1990.

## Caracteristici
UK Hardcore este în general rapid având multe elemente din Rave și Happy Hardcore fiind pur și simplu o combinație între cele două genuri adăugând câteva elemente din Handsup și Trance. Piesele sunt în general rapide, au versuri, bass și cu un melodic cu un ritm "Happy".

## Artiști notabili
- CLSM
- Darren Styles
- Dougal
- Gammer
- Hixxy
- Mark Breeze
- Re-Con
- Technikore
- DJ S3RL
- Scott Brown